# 미덴도르프밭쥐
미덴도르프밭쥐(Microtus middendorffi)는 밭쥐속에 속하는 설치류의 일종이다. 러시아에서만 발견된다.